# ザ・ニューヨーカー
ザ・ニューヨーカー（英: The New Yorker）は、アメリカ合衆国でコンデナスト社が発行する雑誌。元来は週刊誌であったが、現在5回の2週間号を含めた毎年47冊が刊行されている。

## 歴史
1925年2月17日に2月21日号として創刊された。創始者は『ニューヨーク・タイムズ』の記者、ハロルド・ロスと妻のジェーン・グラント。
1952年、ウィリアム・ショーンが第二代の編集長となる。その後、35年間、編集長を務めた。サリンジャーによればショーンは「ずばぬけて控えめな、生まれながらの大芸術家編集者」であった。
1992年、『タトラー』『ヴァニティ・フェア』で編集長を務めていたティナ・ブラウンが編集長に就任。ティナは98年に辞め、『トーク』誌を創刊した。
ルポルタージュ、批評、エッセイ、風刺漫画、詩、小説などが掲載される。レビューやイベント情報はニューヨーク市の文化を主に取り扱うが、当誌はニューヨーク外にも幅広い読者を持つ。
日本人の作家では村上春樹の作品が多く英訳されて掲載されている。
2018年4月、日本の企業「ファミリーロマンス」が展開していた「レンタル家族」に関する特集を報じ、この記事は翌年（2019年）に全米雑誌賞を受賞した。しかし、2019年に同様のテーマでドキュメンタリー番組を製作したNHKにおいて、捏造（やらせ）の疑いが同国内の週刊誌などから報じられ、本誌でも該当記事の信憑性について1年半調査した結果、情報源である同社経営者が記事執筆者を騙していたことが判明したとして、2021年1月に同賞を返上していたことが同年2月に報じられた。なお、同賞が返上されるのは創設以来初めての事態であった。

## ザ・ニューヨーカーの著名な記者、関連する作家
- アン・ビーティ
- トルーマン・カポーティ
- ジョン・チーヴァー
- ロアルド・ダール
- メイヴィス・ギャラント（英語版）
- ジェフリー・ヘルマン（英語版）
- ジョン・マクナルティ（英語版）
- ジョゼフ・ミッチェル（英語版）
- アリス・マンロー
- ウラジーミル・ナボコフ
- ジョン・オハラ（英語版）
- ドロシー・パーカー
- フィリップ・ロス
- J・D・サリンジャー
- アーウィン・ショー
- ジェームズ・サーバー
- ジョン・アップダイク
- ユードラ・ウェルティ
- スティーヴン・キング
- E・B・ホワイト
- タチヤーナ・トルスタヤ
- ウィリアム・マクスウェル（英語版） - 編集者。2000年8月に亡くなった。1950年から76年まで文芸担当編集者として活躍した。ジョン・オハラ、ジョン・チーヴァー、ジョン・アップダイク、ユードラ・ウェルティの原稿を手掛けた。1982年に全米図書賞を受賞。（"So Long, See You Tomorrow" ）
- メアリ・ノリス
- ピーター・シェルダール